# 6 février en sport
6 janvier 6 mars
Chronologies thématiques
- Croisades
- Ferroviaires
- Disney

Le 6 février (37e jour de l'année) en sport.

## Événements

### XIXesiècle
- 1881 :
  - (Cyclisme) : fondation à Paris de l’Union vélocipédique de France qui organise la première édition du Championnat de France de cyclisme. L’UVF codifie également pratiques et compétitions.
- 1882 :
  - (Rugby à XV) : l'Angleterre et l'Irlande font match nul sur un score vierge lors du test match disputé à Dublin malgré deux essais marqués de part et d'autre[1].
- 1886 : 
  - (Rugby à XV /Tournoi britannique) : l'équipe d'Irlande est battu chez elle à Dublin par l'équipe d'Angleterre grâce à un essai marqué[2].
- 1892 :
  - (Rugby à XV) : Tournoi : l’Angleterre bat l’Irlande à Manchester.
- 1897 :
  - (Rugby à XV) : Tournoi : l’Irlande bat l’Angleterre à Dublin.

### XXesièclede1901à1950
- 1936 :
  - (Jeux olympiques) : à Garmisch-Partenkirchen, ouverture des Jeux olympiques d'hiver de 1936.

### XXesièclede1951à2000
- 1958 :
  - (Football) : l'avion ramenant l'équipe de Manchester United de Belgrade à Londres s'écrase à Munich. Vingt-et-un passagers, dont sept joueurs de l'équipe britannique, trouvent la mort. La veille, Manchester United avait arraché sa qualification pour les demi-finales de la Coupe d'Europe des clubs champions, après un match nul (3-3) contre l'Étoile rouge Belgrade.
- 1960 :
  - (Athlétisme) : Édouard Fabre remporte le marathon en raquettes entre Québec et Montréal en 34 heures et 18 minutes.
- 1968 :
  - (Jeux olympiques) : à Grenoble, ouverture des Jeux olympiques d'hiver de 1968.
- 1972 :
  - (Jeux olympiques) : à Sapporo, les Japonais, qui n'avaient jusque-là jamais gagné de médailles olympiques en hiver, remportent avec Yukio Kasaya, Akitsugu Konno et Seiji Aochi les trois médailles lors du concours de saut à ski au tremplin de 70 mètres.
- 1998 :
  - (Athlétisme) : Daniel Komen porte le record du monde indoor du 3 000 mètres à 7 min 24,90 s.
- 2000 :
  - (Athlétisme) : Regina Jacobs porte le record du monde du 1 000 m à 2 min 35,29 s. Elle est convaincue de dopage à la tétrahydrogestrinone (THG) en 2003.
  - (Natation) : Lenny Krayzelburg porte le record du monde du 200 m dos crawlé à 1 min 52,43 s.

### XXIesiècle
- 2004 :
  - (Parachutisme) : en Thaïlande, une équipe de 357 parachutistes issus de 42 pays porte une nouvelle marque au record du monde du plus grand saut en formation.
- 2005  :
  - (Football américain) : en finale du Super Bowl XXXIX, clôturant la saison 2004, les New England Patriots remportent le championnat NFL en s'imposant 24-21 face aux Philadelphia Eagles. C'est leur troisième victoire en quatre ans.
  - (Football américain) : l'équipe canadienne remporte le championnat mondial junior en battant l'équipe américaine 38 à 35.
  - (Patinage de vitesse) : Charles Hamelin, de Sainte-Julie au Québec remporte la médaille d'or lors de la cinquième étape du circuit de la Coupe du monde de patinage de vitesse sur courte piste (Short-track), à Budapest.
  - (Rallye-raid) : départ du premier Paris-Dakar en Jeep Willys d'époque. Afin de rendre hommage au maréchal Leclerc qui traversa l'Afrique pour créer la 2e Division blindée, les célébrissimes Jeeps partent du Trocadéro, à Paris pour rallier Dakar, 6 200 kilomètres plus loin, après avoir traversé le Maroc la Méditerranée (en bateau), la Mauritanie et le Sénégal.
- 2007 :
  - (Biathlon) : Raphaël Poirée remporte le titre mondial du 20 km individuel des Championnats du monde de biathlon 2007 à Anterselva (Italie), et, dans la foulée de sa victoire, annonce qu'il mettra — à 32 ans — un terme à sa carrière à la fin de la saison.
  - (Ski alpin) : la Suédoise Anja Pärson remporte la médaille d'or du super-G des Championnats du monde à Åre (Suède), dominant l'Américaine Lindsey Kildow (2e) et l'Autrichienne Renate Götschl (3e).
- 2014 :
  - (Jeux olympiques) : premier jour de compétition des Jeux olympiques d'hiver de 2014.
- 2015 :
  - (Rugby à XV) : l'équipe d'Angleterre s'imposent au Millennium Stadium à Cardiff face l'équipe du Pays de Galles 21-16. Dans le tournoi féminin, l'équipe d'Irlande s'impose à Florence face à l'équipe d'Italie 30-5.
- 2016 :
  - (Rugby à XV /Tournoi masculin) : au Stade de France, à Saint-Denis, le XV de France s’impose de justesse (23-21) face au XV d'Italie, lors de la première journée du Tournoi des Six Nations et l’Angleterre débute avec un succès au Murrayfield Stadium, à Édimbourg (9-15) face à l'Écosse.
  - (Rugby à XV /Tournoi féminin) : au Donnybrook Rugby Ground, à Dublin, l'Irlande s'impose face au Pays de Galles (21-3) et au Stade Marcel-Verchère de Bourg-en-Bresse, la France s'impose face à l'Italie (39-0).
- 2017 :
  - (Ski alpin /Championnats du monde) : début de la 44e édition des Championnats du monde de ski alpin qui se déroulent jusqu'au 19 février 2017 à Saint-Moritz en Suisse.
- 2021 :
  - (Rugby à XV /Tournoi masculin) : ouverture de la 127e édition du Tournoi des Six Nations qui débute au Stade olympique de Rome, l'Italie perd face à la France 10-50 et au Stade de Twickenham de Londres, l'Angleterre perd face à l'Écosse 6-11.
- 2022 :
  - (Football /CAN) : le Sénégal remporte la coupe d'Afrique des nations face à l’Égypte 0 - 0  et tab 4-2.
  - (Jeux olympiques d'hiver /JO d'hiver de 2022) : en Chine, à Pékin, 5e jour de compétition des Jeux olympiques d'hiver de 2022.
- 2023 :
  - (Ski alpin /Championnats du monde) : début de la 47e édition des championnats du monde de ski alpin qui se déroulent jusqu'au 19 février 2023 à Courchevel et Méribel en France.

## Naissances

### XIXesiècle
- 1876 :
  - Eugène-Henri Gravelotte, fleurettiste français. Champion olympique aux Jeux d'Athènes 1896. († 23 août 1939).
- 1879 :
  - Neville Bulwer-Lytton, joueur de jeu de paume  puis officier et artiste britannique. Médaillé de bronze aux Jeux de Londres 1908. († 9 février 1951).
- 1882 :
  - Walter Jakobsson, patineur artistique de couples finlandais. Champion olympique aux Jeux d'Anvers 1920 puis médaillé d'argent aux Jeux de Paris 1924. Champion du monde de patinage artistique en couples 1911, 1914 et 1923. († 10 juillet 1957).
- 1883 :
  - Louis Darragon, cycliste sur piste français. Champion du monde de cyclisme sur piste du demi-fond 1906 et 1907. († 28 avril 1918).
- 1895 :
  - Babe Ruth, joueur de baseball américain. († 16 août 1948).

### XXesièclede1901à1950
- 1906 :
  - Paul Winter, athlète de lancers français. Médaillé de bronze du disque aux Jeux de Los Angeles 1932. Médaillé d'argent du disque aux Championnats d'Europe d'athlétisme 1934. († 23 février 1992).
- 1907 :
  - Léopold Fabre, joueur de rugby à XV et à XIII français. (1 sélection avec l'Équipe de France de rugby à XV). († 18 février 1987).
- 1919 :
  - Josef Stalder, gymnaste suisse. Champion olympique à la barre fixe, médaillé d'argent par équipes et de bronze aux barres parallèles aux Jeux de Londres 1948 puis médaillé d'argent par équipes et à la barre fixe puis de bronze au concours général individuel et des barres parallèles aux Jeux d'Helsinki 1952. († 2 mars 1991).
- 1920 :
  - Roger Rocher, dirigeant de football français. Président de l'ASSE de 1961 à 1981. († 29 mars 1997).
- 1921 :
  - Bob Scott, joueur de rugby à XV néo-zélandais. (17 sélections en équipe de Nouvelle-Zélande). († 16 novembre 2012).
- 1923 :
  - Gyula Lóránt, footballeur puis entraîneur hongrois. Champion olympique aux Jeux d'Helsinki 1952. (37 sélections en Équipe de Hongrie). († 31 mai 1981).
- 1924 :
  - Billy Wright, footballeur puis entraîneur anglais. (105 sélections en équipe d'Angleterre). († 3 septembre 1994).
- 1927 :
  - Felix Gerritzen, footballeur allemand. (4 sélections en Équipe d'Allemagne). († 3 juillet 2007).
- 1929 :
  - Sixten Jernberg, fondeur suédois. Champion olympique du 50 km puis médaillé d'argent du 15 et 30 km et médaillé de bronze du relais 4×10 km aux Jeux de Cortina d'Ampezzo 1956. Champion olympique du 30 km et médaillé d'argent du 15 km aux Jeux de Squaw Valley 1960. Champion olympique du 50 km et du relais 4×10 km puis médaillé de bronze du 15 km aux Jeux d'Innsbruck 1964. Champion du monde de ski nordique du 50 km et du relais 4×10 km 1958 et 1962. († 14 juillet 2012).
- 1930 :
  - Aleksandar Petaković, footballeur puis entraîneur yougoslave puis serbe. (19 sélections avec l'équipe de Yougoslavie). († 12 avril 2011).
- 1933 :
  - Henri Rancoule, joueur de rugby à XV français. Vainqueur des Tournois des Cinq Nations 1955, 1959, 1960, 1961 et 1962. (27 sélections en équipe de France). († 15 mars 2021).
- 1937 :
  - Guy Boniface, joueur de rugby à XV français. Vainqueur des Tournois des cinq nations 1960 et 1961. (35 sélections en équipe de France). († 1er janvier 1968).
- 1948 :
  - Claude Le Roy, footballeur puis entraîneur et consultant TV français. Sélectionneur de l'équipe du Cameroun de 1985 à 1988 et en 1998, de l'équipe du Sénégal de 1989 à 1992, de l'équipe de Malaisie de 1994 à 1995, de l'équipe de République démocratique du Congo de 2004 à 2006 et de 2011 à 2013, de l'équipe du Ghana de 2006 à 2008, de l'équipe d'Oman de 2008 à 2011, de l'équipe de Syrie en 2011, de l'équipe du Congo de 2013 à 2015 et de l'équipe du Togo de 2016 à 2021. Vainqueur du Championnat d'Afrique de football 1988.
- 1949 :
  - Olivier Chevallier, pilote de vitesse moto français. († 6 avril 1980).
  - Manuel Orantes, joueur de tennis espagnol. Vainqueur de l'US Open de tennis 1975 puis des Masters 1976.
- 1950 :
  - Paul Gentilozzi, pilote de courses automobile d'endurance américain.

### XXesièclede1951à2000
- 1951 :
  - Marco Antônio Feliciano, footballeur brésilien. Champion du monde de football 1970. (38 sélections en Équipe du Brésil).
- 1952 :
  - Ricardo La Volpe, footballeur puis entraîneur argentin. Champion du monde de football 1978. (8 sélections en Équipe d'Argentine). Sélectionneur de l'équipe du Mexique de 2002 à 2006 et de l'équipe du Costa Rica de 2010 à 2011.
- 1959 :
  - Bruno Broucqsault, cavalier de sauts d'obstacles français.
- 1961 :
  - Jean-Luc Lemonnier, footballeur français.
- 1963 :
  - Scott Gordon, hockeyeur sur glace puis entraîneur américain.
  - Mike Hough, hockeyeur sur glace canadien.
- 1966 :
  - Tom Tupa, joueur de foot U.S américain.
- 1970 :
  - Patrice Loko, footballeur français. Vainqueur de la Coupe d'Europe des vainqueurs de coupe 1996. (26 sélections en équipe de France).
- 1971 :
  - Brad Hogg, joueur de cricket australien. Champion du monde de cricket 2003 et 2007. (7 sélections en Test cricket).
  - José María Jiménez, cycliste sur route espagnol. Vainqueur du Tour de Catalogne 2000. († 6 décembre 2003).
  - Peter Tchernyshev, patineur artistique de danse sur glace russo-américain.
- 1972 :
  - Shawn Respert, basketteur américain.
- 1974 :
  - Donny Crevels, pilote de courses automobile d'endurance néerlandais.
- 1976 :
  - Tim Young, basketteur américain.
- 1982 :
  - Pierre-Julien Deloche, archer français. Médaillé d'argent à poulie en individuel et de bronze par équipes aux Mondiaux de tir à l'arc 2013.
- 1983 :
  - Bérangère Sapowicz, footballeuse française. (23 sélections en équipe de France).
- 1984 :
  - Darren Bent, footballeur anglais. (13 sélections en équipe d'Angleterre).
  - Katarina Tomašević, handballeuse serbe. (118 sélections en Équipe de Serbie).
- 1985 :
  - Kris Humphries, basketteur américain.
  - Deme N'Diaye, footballeur sénégalais. (15 sélections en équipe du Sénégal).
- 1986 :
  - Nik Raivio, basketteur américain.
- 1987 :
  - Pedro Alvarez, joueur de baseball dominicain.
- 1988 :
  - Jorge Maqueda, handballeur espagnol. Médaillé de bronze aux Jeux de Tokyo 2020. Champion du monde de handball 2013. Champion d'Europe de handball 2020. Vainqueur de la Ligue des champions 2017. (200 sélections en équipe d'Espagne).
- 1989 :
  - Tamara Abalde, basketteuse espagnole. Championne d'Europe féminin de basket-ball 2019. (37 sélections en Équipe d'Espagne).
  - Alena Amialiusik, cycliste sur route biélorusse. Championne du monde de cyclisme sur route du contre-la-montre par équipes 2015.
  - Virgile Bruni, joueur de rugby à XV et à sept français. (3 sélections avec l'équipe de France de rugby à sept).
- 1990 :
  - Adam Henrique, hockeyeur sur glace canadien.
  - Desirée Schumann, footballeuse allemande. Victorieuse des Ligue des champions 2010 et 2015.
- 1991 :
  - Carina Wenninger, footballeuse autrichienne. (119 sélections en Équipe d'Autriche).
- 1992 :
  - Dai Jun, nageur chinois. Médaillé de bronze du relais 4×200m nage libre aux Jeux de Londres 2012.
- 1993 :
  - Paul Jedrasiak, joueur de rugby à XV français. (10 sélections en équipe de France).
- 1994 :
  - Vetle Dragsnes, footballeur norvégien.
- 1995 :
  - Jean-Dieudonné Biog, basketteur français.
  - Enzo Crivelli, footballeur français.
  - Leon Goretzka, footballeur allemand. Médaillé d'argent aux Jeux de Rio 2016. Vainqueur de la Ligue des champions 2020. (57 sélections en Équipe d'Allemagne).
  - Nyck de Vries, pilote de courses automobile d'endurance néerlandais.
- 1996 :
  - Dominique Guidi, footballeur français.
  - Kevon Looney, basketteur américain.
  - Kenza Tazi, skieuse alpine franco-marocaine.
- 1997 :
  - Ayoub Abdi, handballeur algérien. (64 sélections en équipe d'Algérie).
- 1998 :
  - Pierre Boudehent, joueur de rugby à XV et à sept français. (42 sélections avec l'Équipe de France de rugby à sept).
  - Ide Schelling, cycliste sur route néerlandais.
- 2000 :
  - Jørgen Strand Larsen, footballeur norvégien. (11 sélections en équipe de Norvège).

### XXIesiècle
- 2001 :
  - Fisayo Dele-Bashiru, footballeur nigérian.
  - Muhamet Hyseni, footballeur kosovar.
- 2003 :
  - Inès-Jade Fellah, fleurettiste franco-maroco-algérienne.
- 2004 :
  - Adam Wharton, footballeur anglais.

## Décès

### XXesièclede1901à1950
- 1936 :
  - Charlie Thomson, 57 ans, footballeur écossais. (21 sélections en équipe d'Écosse). (° 12 juin 1878).

### XXesièclede1951à2000
- 1958 :
  - Frank Swift, 44 ans, footballeur anglais. (19 sélections en équipe d'Angleterre). (° 26 décembre 1913).
- 1977 :
  - Hermann Felsner, 87 ans, footballeur puis entraîneur autrichien. (° 1er avril 1889).
- 1993 :
  - Arthur Ashe, 49 ans, joueur de tennis américain. Vainqueur de l 'US Open de tennis 1968, de l'Open d'Australie 1970, du tournoi de Wimbledon 1975, des Coupe Davis 1968, 1969 et 1970. (° 10 juillet 1943).
- 1997 :
  - Roger Laurent, 83 ans, pilote de courses automobile belge. (° 21 février 1913).

### XXIesiècle
- 2007 :
  - Lew Burdette, 80 ans, joueur de baseball américain. (° 22 novembre 1926).
  - Wolfgang Bartels, 66 ans, skieur alpin allemand. Médaillé de bronze de la descente aux Jeux d'Innsbruck 1964. (° 14 juillet 1940).
  - Willye White, 67 ans, athlète de sauts et de sprint américaine. Médaillée d'argent du saut en longueur aux Jeux de Melbourne 1956 et médaillé d'argent du 4×100 m aux Jeux de Tokyo 1964. (° 31 décembre 1939).
- 2008 :
  - Charles Borck, 91 ans, basketteur philippin. (° 4 janvier 1917).
  - Tony Rolt, 89 ans, pilote de courses automobile d'endurance britannique. Vainqueur des 24 Heures du Mans 1953. (° 16 octobre 1918).
- 2009 :
  - Pierre Molinéris, 88 ans, cycliste sur route français. (° 21 mai 1920).
- 2017 :
  - Joost van der Westhuizen, 45 ans, joueur de rugby à XV sud-africain. Champion du monde de rugby à XV 1995. Vainqueur du Tri-nations 1998. (89 sélections en équipe d'Afrique du Sud). (° 20 février 1971).
  - Roger Walkowiak, 89 ans, cycliste sur route français. Vainqueur du Tour de France 1956. (° 2 mars 1927).